# Ferrita (cerámica ferromagnética)
La ferrita es un material tecnológico cerámico de propiedades magnéticas cuyo principal componente es el óxido de hierro. Dependiendo de la aplicación específica contiene una serie de aditivos como son el zinc, el manganeso o el níquel. Se usa fundamentalmente en la industria electrónica para la fabricación de núcleos para transformadores y bobinas.
Los materiales cerámicos, a diferencia de los metálicos, presentan una baja conductividad eléctrica. Esto provoca que las corrientes por efecto Foucault (y con ello las pérdidas en el hierro) en la ferrita cerámica sean mínimas, incluso con altos campos magnéticos a altas frecuencias.

## Propiedades físicas
Las ferritas son materiales cerámicos ferromagnéticos (solo la alfa), compuestos por hierro, boro y bario, estroncio o molibdeno.
Las ferritas tienen una alta permeabilidad magnética, lo cual les permite almacenar campos magnéticos con más fuerza que el hierro. Las ferritas se producen a menudo en forma de polvo, con el cual se pueden producir piezas de gran resistencia y dureza, previamente moldeadas por presión y luego calentadas, sin llegar a la temperatura de fusión, dentro de un proceso conocido como sinterización. Mediante este procedimiento se fabrican núcleos para transformadores, inductores/bobinas y otros elementos eléctricos o electrónicos.

## Usos

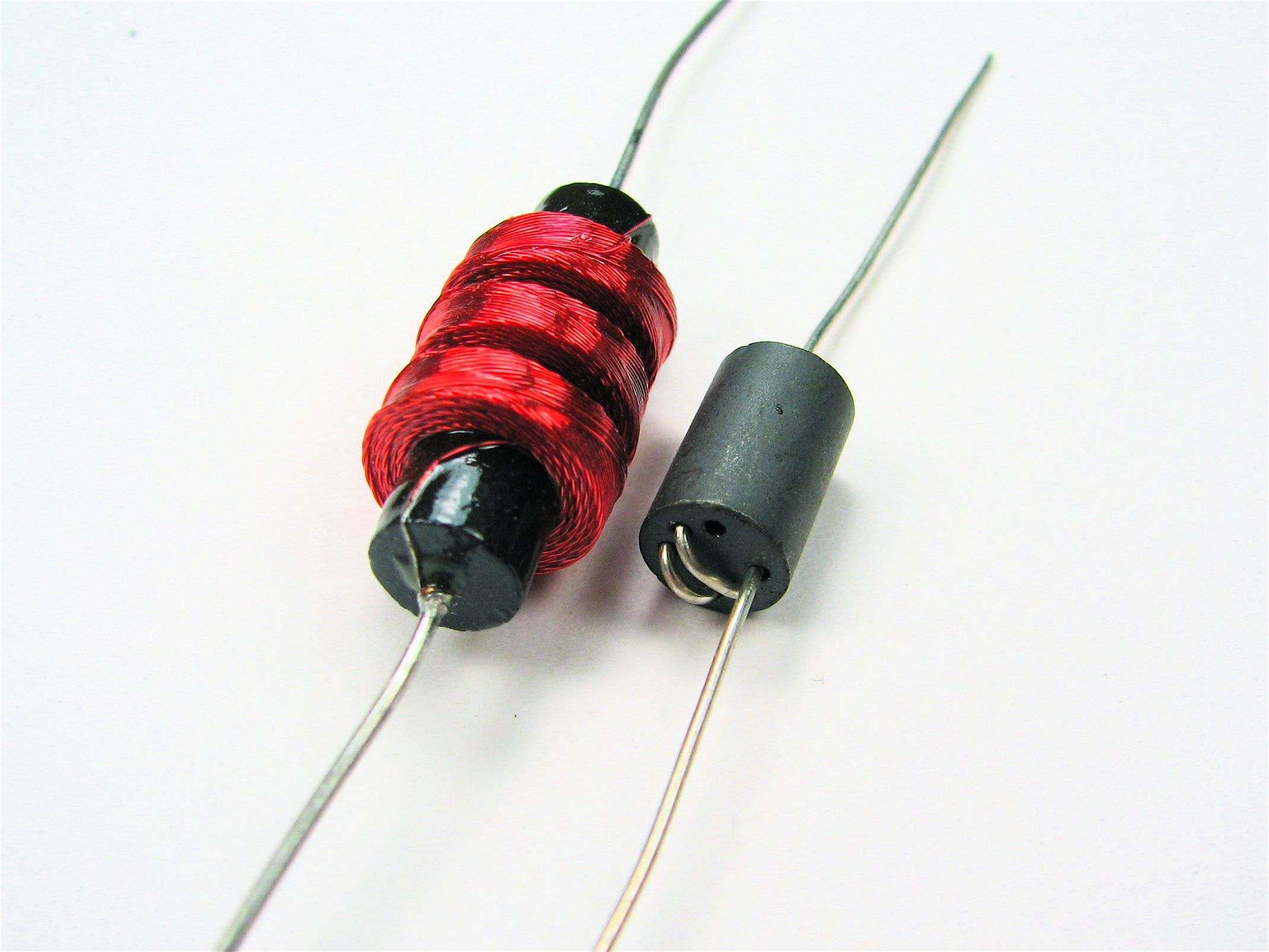
Dos ejemplos de ferritas empleadas como filtros pasa bajo en cables eléctricos

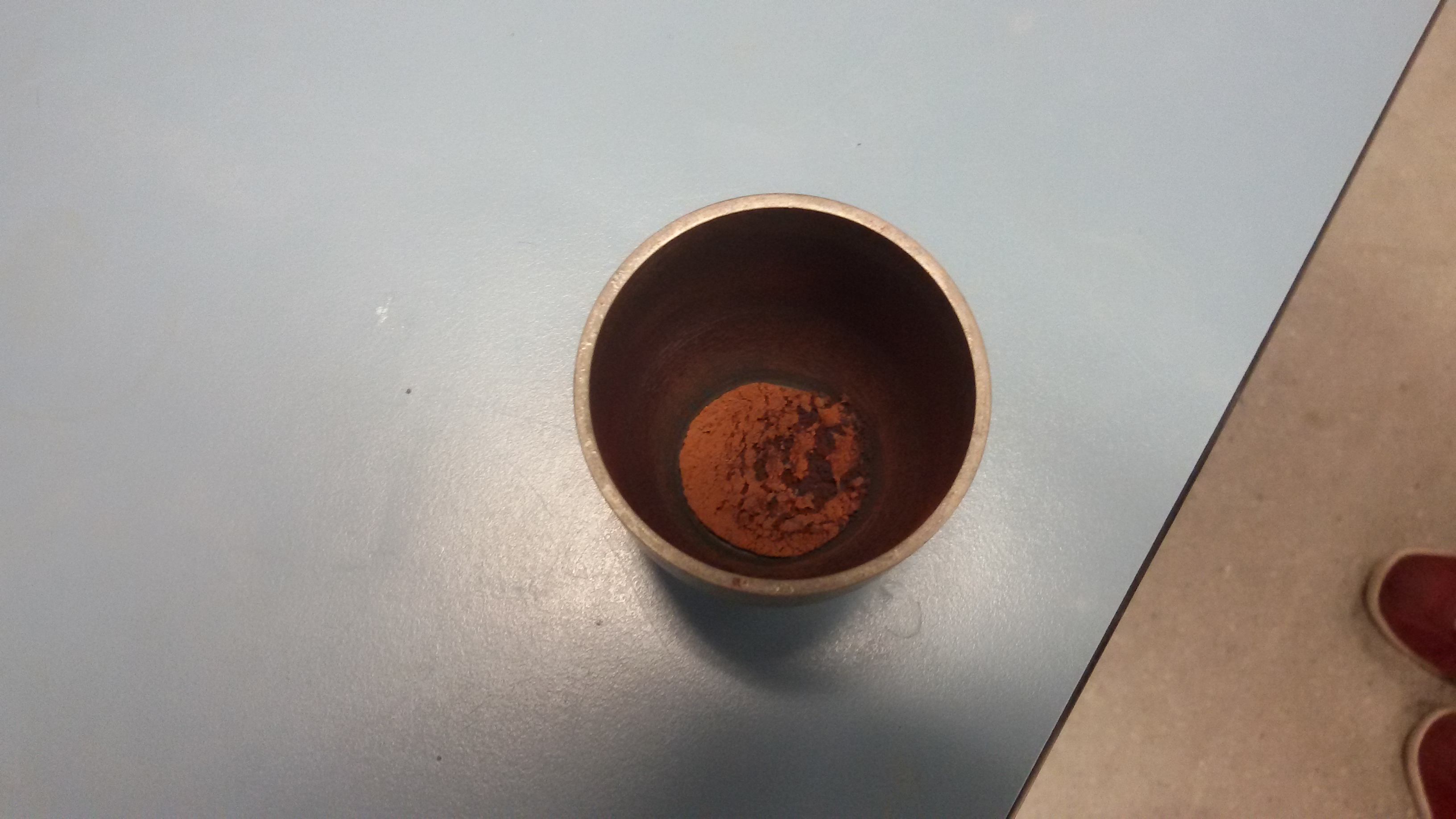
Ferrita de zinc

Los primeros ordenadores estaban dotados de memorias de «toros» que almacenaban sus datos en forma de campo magnético en núcleos de ferrita, los cuales estaban ensamblados en conjuntos de núcleos de memoria.
El polvo de ferrita se usa también en la fabricación de cintas para grabación; en este caso, el material es trióxido de dihierro. Otra utilización común de los núcleos de ferrita es su uso en multitud de cables electrónicos para minimizar las interferencias electromagnéticas (EMI). Se disponen en alojamientos de plástico que agarran el cable mediante un sistema de cierre. Al pasar el cable por el interior del núcleo aumenta la impedancia de la señal sin atenuar las frecuencias más bajas. A mayor número de vueltas dentro del núcleo mayor aumento, por eso algunos fabricantes presentan cables con bucles en los núcleos de ferrita.
Este polvo de ferrita es utilizado también como tóner magnético de impresoras láser, pigmento de algunas clases de pintura, polvo de inspección magnético (usado en soldadura), tinta magnética para imprimir cheques y códigos de barras y, a su vez, con dicho polvo y la adición de un fluido portador (agua, aceite vegetal o mineral o de coche) y un surfactante o tensoactivo (ácido oleico, ácido cítrico, lecitina de soja) es posible fabricar ferrofluido casero.[cita requerida]